# Park House School
Park House School est une secondary school (en) à Newbury dans le Berkshire au Royaume-Uni. Elle accueille des étudiants âgés de 11 à 18 ans et compte actuellement environ 1 300 étudiants inscrits, dont un sixth form d'environ 300. Le 1er mai 2011, l'école Park House est devenue une Académie indépendante. C'était autrefois une école polyvalente gérée par la West Berkshire Education Authority. La dernière inspection des écoles par l'Ofsted (avril 2016) a classé PHS comme "bon".

## Emplacement
Le site de l'école est situé sur un vaste secteur de l'ancien parc sur la route Andover, un quartier résidentiel de Newbury dans le West Berkshire

## Anciens élèves notables
- Tom Croft, joueur de rugby à XV pour l'Angleterre et les British Lions
- Toby Radford, joueur de cricket et entraîneur
- Brett Angell, footballeur
- Sam Tillen, footballeur
- Joe Tillen, footballeur
- Martyn Ashton, trialiste VTT
- Safeen Dizayee, ministre kurde de l'éducation[1]
- Jonathan Joseph, joueur de Rugby à XV pour les London Irish et l'Angleterre[2]
- Garry Richardson, présentateur radio pour le programme BBC 5Live
- Tommy Yule, haltérophile représentant l'Angleterre et l'Écosse et médaillé aux Jeux du Commonwealth
- Stuart Yule, 9 fois champion écossais d'haltérophilie et homme fort
- Stephen Bennett